# Médicament essentiel

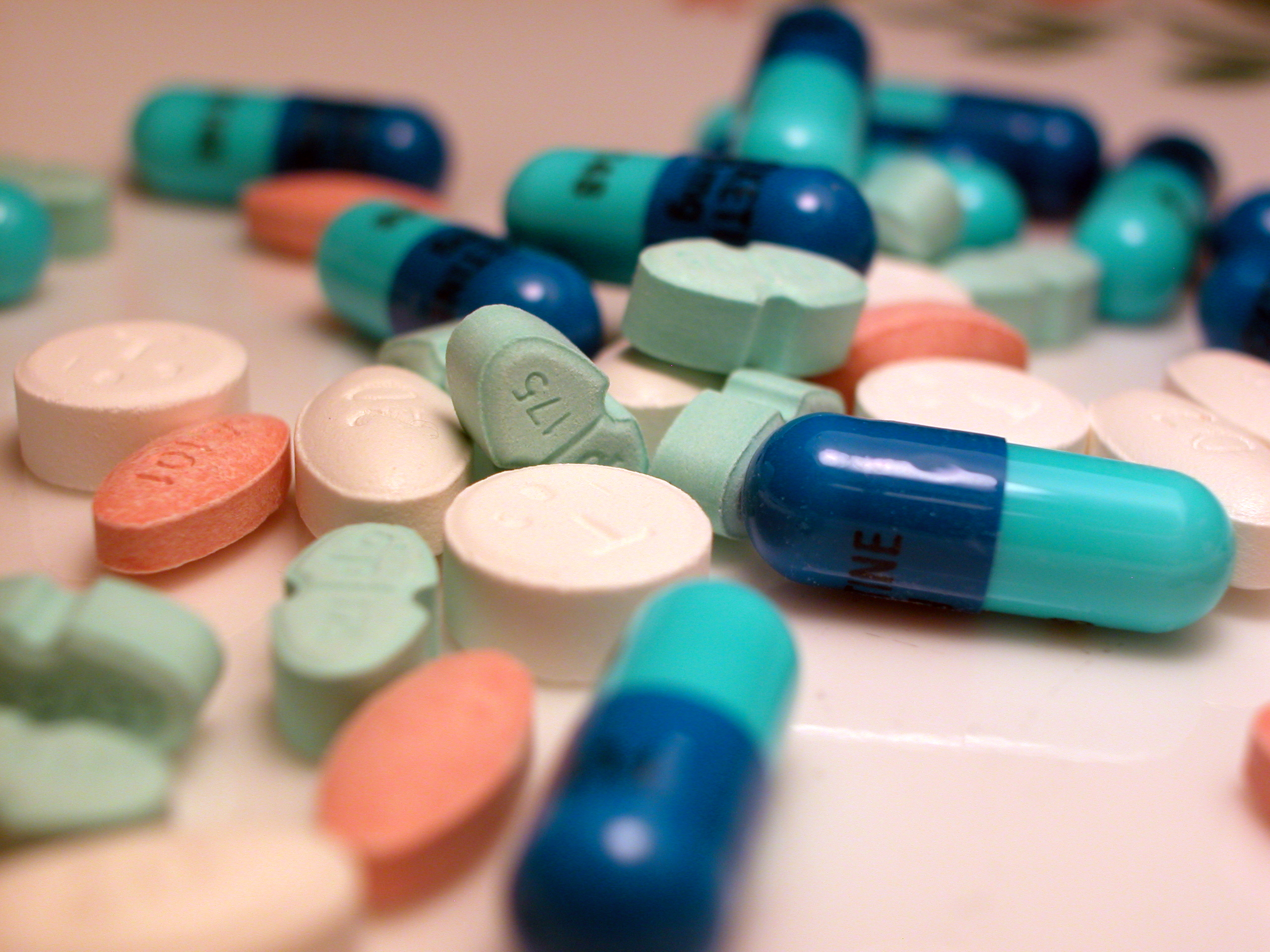
Médicaments

Les médicaments essentiels, tels que définis par l'Organisation mondiale de la santé (OMS), sont ceux qui satisfont aux besoins de santé de la majorité de la population. Ils doivent être disponibles à tout moment dans des quantités adéquates et dans des formulations appropriées, à un prix abordable pour les individus et pour la communauté.
L'OMS publie régulièrement une liste modèle de médicaments essentiels. Chaque pays est encouragé à préparer sa propre liste en prenant en compte les priorités locales. Aujourd'hui, plus de 150 pays ont publié une liste officielle de médicaments essentiels. La liste modèle de l'OMS des médicaments essentiels contient une liste principale et une liste complémentaire.
La 15e édition de la liste modèle de l'OMS a été publiée en mars 2007, et la première liste des médicaments essentiels à destination des enfants date d'octobre 2007.
La 23e édition de la liste modèle de l'OMS pour adultes, ainsi que la 9e édition des médicaments destinés aux enfants, datent de juin 2023,, avec un outil numérique.